# Nationalnyckeln till Sveriges flora och fauna
Nationalnyckeln till Sveriges flora och fauna (ISBN 91-88506-50-9 (klot), ISBN 91-88506-52-5 (skinn)) är ett populärvetenskapligt[källa behövs] bokverk som ursprungligen avsågs att behandla Sveriges hela flora och fauna, med undantag för mikroorganismer.
Det första bandet, Fjärilar: Dagfjärilar, utkom den 25 april 2005, och de cirka 100 planerade volymerna avsågs att publiceras löpande över en period av minst 20 år. Fler än 50 000 arter av flercelliga organismer (växter, svampar och djur) är kända från Sverige, och samtliga avsågs att presenteras i bokverket. Minst 30 000 av dessa arter är möjliga att identifiera, utan att det krävs specialistkunskaper eller avancerade metoder, och alla dessa skulle beskrivas i utförliga texter och detaljrika illustrationer, samt förses med utbredningskartor och illustrerade bestämningsnycklar. De resterande arterna skulle beskrivas ned till lämplig nivå, exempelvis släkte eller familj, och presenteras i form av checklistor. De första volymerna kom att även omfatta arter som förekommer i övriga Norden, sedan skulle övriga nordiska länder behöva ställa upp med budgetmedel. Totalt skulle bokverket innehålla cirka 200 000 illustrationer. Något så omfattande bokverk har aldrig utgivits i Sverige inom detta fält. Varje bok gavs ut i två utgåvor, dels som klotband med skyddsomslag, dels som skinnband tillverkat av svenskt renskinn.
Nationalnyckeln är en del av det så kallade Svenska artprojektet, som drivs på uppdrag av riksdagen, och produceras av ArtDatabanken vid Sveriges lantbruksuniversitet (SLU) i Ultuna, Uppsala. Svenska artprojektet är ett statligt, skattefinansierat projekt, som under 20 år, med start 2002, avser att kartlägga och vetenskapligt beskriva Sveriges flora och fauna. Projektet är ett exempel på en så kallad ATBI (All-Taxon Biodiversity Inventory), och innefattar såväl inventeringar som taxonomisk forskning för att klarlägga vilka arter som förekommer i Sverige, och var i landet de förekommer. Det omfattar även ekonomiskt stöd till svenska biologiska museer, utbildning av nya taxonomer, samt en populärvetenskaplig presentation av landets arter, dvs. Nationalnyckeln. Hittills har man inom projektet upptäckt fler än 2 300 arter, som inte tidigare var kända från Sverige, varav cirka 1 000 är nya för vetenskapen. Artlistorna växer därför under arbetets gång, och de tidigare okända arterna ska formellt beskrivas och namnges, så det är troligt att produktionen av Nationalnyckeln kommer att ta längre tid än planerat. För två organismgrupper finns även så kallade Fältnycklar utgivna. Dessa är små behändiga böcker som kan användas för artbestämning i fält.
Eftersom det för de flesta organismgrupper saknas modern, svenskspråkig bestämningslitteratur, så kommer Nationalnyckeln att fylla ett stort behov inom svensk (och nordisk) naturvård, eftersom många organismer som idag ignoreras i naturvårdsarbetet, i framtiden kommer att kunna inventeras och artbestämmas mera regelmässigt, även av amatörer.
I januari 2012 bedömdes projektet vara i kris, eftersom utgivningstakten bara har varit två eller tre band per år, mot planerade sex. En redaktionschef avskedades 2010. Den årliga budgeten för bokprojektet är 28 MSEK, vilket fördelat på så få band gör dem för dyra. Från början ska planen ha varit att ge ut 125 band, vilket senare bantades ner till 100 och därefter till 60 band. De 13 band som utkom 2005–2011 har tillsammans en upplaga om 100 000 böcker, eller i medeltal 7 700 exemplar per band. Verket uppges ha 8 000 prenumeranter.
2013 lades bokprojektet ner på obestämd tid i och med att regeringen beslutade om nya riktlinjer för Svenska artprojektet, och den 2014 publicerade 17:e delen Bladmossor: Skirmossor–baronmossor blev den sista på flera år. 2018 återupptogs projektet efter att riktlinjerna återigen ändrats. Sedan dess har ytterligare fyra volymer publicerats och arbete pågår med flera andra organismgrupper.

## Utgivna volymer (i systematisk ordning)
Varje bok ges ut i två utgåvor, dels i klot där omslagspärmarna är klädda med en bomullsbaserad väv, och dels i svenskt renskinn med toppguldsnitt. Klotutgåvan är försedd med ett vackert illustrerat skyddsomslag.
| Titel                                                                                      | Placeringskod | Författare                                                                              | ISBN                                                         | Utgivningsår | Antal arter | Geografisk täckning |
| ------------------------------------------------------------------------------------------ | ------------- | --------------------------------------------------------------------------------------- | ------------------------------------------------------------ | ------------ | ----------- | ------------------- |
| Bladmossor: Vitmossor - knappnålsmossor Bryophyta: Sphagnum - Tetrodontium                 | AJ 1-5        | Niklas Lönnell Tomas Hallingbäck                                                        | ISBN 978-91-87853-52-4 (klot) ISBN 978-91-87853-53-1 (skinn) | 2019         | 78          | Sverige             |
| Bladmossor: Sköldmossor - blåmossor Bryophyta: Buxbaumia - Leucobryum                      | AJ 6-23       | Tomas Hallingbäck Niklas Lönnell Henrik Weibull Lars Hedenäs                            | ISBN 978-91-88506-55-9 (klot) ISBN 978-91-88506-57-3 (skinn) | 2006         | 262         | Norden              |
| Bladmossor: Kompaktmossor - kapmossor Bryophyta: Anoectangium - Orthodontium               | AJ 24-36      | Tomas Hallingbäck Niklas Lönnell Henrik Weibull                                         | ISBN 978-91-88506-64-1 (klot) ISBN 978-91-88506-65-8 (skinn) | 2008         | 292         | Norden              |
| Bladmossor: Skirmossor - baronmossor Bryophyta: Hookeria - Anomodon                        | AJ 37-57      | Lars Hedenäs Tomas Hallingbäck                                                          | ISBN 978-91-88506-84-9 (klot) ISBN 978-91-88506-85-6 (skinn) | 2014         | 220         | Sverige             |
| Mångfotingar Myriapoda                                                                     | CF            | Göran Andersson Bjarne A. Meidell Ulf Scheller Per Djursvoll Graham Budd Ulf Gärdenfors | ISBN 978-91-88506-53-5 (klot) ISBN 978-91-88506-56-6 (skinn) | 2005         | 111         | Norden              |
| Stövsländor Psocoptera                                                                     | CV            | Bo W. Svensson                                                                          | ISBN 978-91-88506-68-9 (klot) ISBN 978-91-88506-69-6 (skinn) | 2010         | 82          | Norden              |
| Skalbaggar: Långhorningar Coleoptera: Cerambycidae                                         | CY 91         | Bengt Ehnström                                                                          | ISBN 978-91-88506-62-7 (klot) ISBN 978-91-88506-63-4 (skinn) | 2007         | 128         | Norden              |
| Steklar: Myror - getingar Hymenoptera: Formicidae - Vespidae                               | DC 52-54      | Per Douwes Johan Abenius Björn Cederberg Urban Wahlstedt                                | ISBN 978-91-88506-78-8 (klot) ISBN 978-91-88506-79-5 (skinn) | 2012         | 133         | Norden              |
| Fjärilar: Käkmalar - säckspinnare Lepidoptera: Micropterigidae - Psychidae                 | DE 1-13       | Bengt Å. Bengtsson Göran Palmqvist                                                      | ISBN 978-91-88506-60-3 (klot) ISBN 978-91-88506-61-0 (skinn) | 2008         | 256         | Norden              |
| Fjärilar: Bronsmalar - rullvingemalar Lepidoptera: Roeslerstammiidae - Lyonetiidae         | DE 14-25      | Bengt Å. Bengtsson                                                                      | ISBN 978-91-88506-76-4 (klot) ISBN 978-91-88506-77-1 (skinn) | 2011         | 248         | Norden              |
| Fjärilar: Dagfjärilar Hesperiidae - Nymphalidae                                            | DE 50-54      | Claes U. Eliasson Nils Ryrholm Ulf Gärdenfors                                           | ISBN 978-91-88506-51-1 (klot) ISBN 978-91-88506-54-2 (skinn) | 2005         | 140         | Norden              |
| Fjärilar: Ädelspinnare - tofsspinnare Lepidoptera: Lasiocampidae - Lymantriidae            | DE 55-63      | Nils Hydén Markus Franzén Håkan Elmquist                                                | ISBN 978-91-88506-58-0 (klot) ISBN 978-91-88506-59-7 (skinn) | 2007         | 144         | Norden              |
| Tvåvingar: Blomflugor Diptera: Syrphidae: Syrphinae                                        | DH 53a        | Hans Bartsch                                                                            | ISBN 978-91-88506-66-5 (klot) ISBN 978-91-88506-67-2 (skinn) | 2009         | 169         | Norden              |
| Tvåvingar: Blomflugor Diptera: Syrphidae: Eristalinae & Microdontinae                      | DH 53b        | Hans Bartsch                                                                            | ISBN 978-91-88506-70-2 (klot) ISBN 978-91-88506-71-9 (skinn) | 2009         | 243         | Norden              |
| Blötdjur: Sidopalpssnäckor - taggsäcksnäckor Mollusca: Cimidae - Asperspinidae             | DN 110-167    | Kennet Lundin Klas Malmberg Fredrik Pleijel                                             | ISBN 978-91-87853-61-6 (klot) ISBN 978-91-87853-62-3 (skinn) | 2021         | 146         | Sverige             |
| Blötdjur: Snyltsnäckor - skivsnäckor Mollusca: Pyramidellidae - Planorbidae                | DN 168-202    | Ted von Proschwitz Jonas Roth Kennet Lundin                                             | ISBN 978-91-87853-67-8 (klot) ISBN 978-91-87853-68-5 (skinn) | 2023         | 193         | Sverige             |
| Stjärnmaskar - slemmaskar Sipuncula - Nemertea                                             | DO-DP         | Malin Strand Per Sundberg                                                               | ISBN 978-91-88506-72-6 (klot) ISBN 978-91-88506-73-3 (skinn) | 2010         | 78          | Sverige             |
| Ringmaskar: Havsborstmaskar Annelida: Polychaeta: Aciculata                                | DQ 1-28       | Arne Nygren Fredrik Pleijel                                                             | ISBN 978-91-87853-31-9 (klot) ISBN 978-91-87853-32-6 (skinn) | 2018         | 205         | Sverige             |
| Tagghudingar - svalgsträngsdjur Echinodermata - Hemichordata                               | DX-DY         | Hans G. Hansson Tomas Cedhagen Malin Strand                                             | ISBN 978-91-88506-82-5 (klot) ISBN 978-91-88506-83-2 (skinn) | 2013         | 75          | Sverige             |
| Ryggsträngsdjur: Lansettfiskar - broskfiskar Chordata: Branchiostomatidae - Chondrichthyes | DZ 1-34       | Sven O. Kullander Thomas Stach Hans G. Hansson Bo Delling Henning Blom                  | ISBN 978-91-88506-74-0 (klot) ISBN 978-91-88506-75-7 (skinn) | 2011         | 87          | Sverige             |
| Ryggsträngsdjur: Strålfeniga fiskar Chordata: Actinopterygii                               | DZ 35-108     | Sven O. Kullander Bo Delling                                                            | ISBN 978-91-88506-80-1 (klot) ISBN 978-91-88506-81-8 (skinn) | 2012         | 216         | Sverige             |

## Fältnycklar
Två fälthandböcker har getts ut. De tar bara upp en liten del av vad som står att läsa i Nationalnyckeln men ändå tillräckligt för att man ska kunna artbestämma de arter man ser i naturen. För varje art finns det en direkt sidhänvisning till Nationalnyckeln.
| Titel        | ISBN               | Utgivningsår | Antal arter |
| ------------ | ------------------ | ------------ | ----------- |
| Dagfjärilar  | ISBN 91-88506-32-0 | 2006         | 140         |
| Mångfotingar | ISBN 91-88506-34-7 | 2007         | 78          |